# Romme (commune de Borlänge)
Pour les articles homonymes, voir Romme.
Romme est une localité de Suède dans la commune de Borlänge située dans le comté de Dalécarlie.
Sa population était de 1 706 habitants en 2019.